# SOS (singel Abby)
SOS – trzeci singel szwedzkiego zespołu ABBA pochodzący z albumu ABBA. Został wydany w 1975 roku. Na stronie B znajduje się utwór "Man in the Middle". Wokalistka ABBY, Agnetha Fältskog nagrała szwedzką wersję piosenki i umieściła ją na swoim solowym albumie "Elva kvinnor i ett hus". Do piosenki nagrano teledysk.

## Promowanie singla
- Japonia
- Niemcy
- Holandia
- Dania
- Polska
- Norwegia
- Australia

## SOS na listach przebojów
| Chart (1975)                         | Pozycja |
| ------------------------------------ | ------- |
| Australian ARIA Singles Chart        | 1       |
| UK Singles Chart                     | 6       |
| U.S. Billboard Hot 100               | 15      |
| Chart (2001)                         | Pozycja |
| Japanese Oricon Weekly Singles Chart | 15      |